# 西林寺 (江西)
29°34′27″N 115°58′57″E / 29.574122°N 115.982437°E
西林寺又名西琳寺，为位于中国江西省九江市庐山西北麓、东林寺之西数百步的一座佛寺，创建于东晋太元二年（377），由太府卿陶范为慧永禅师所立，宋太宗赐额太平兴国乾明禅寺，为庐山北山第一寺，也是庐山三大名寺（西林寺、东林寺、大林寺）之一。其建筑屡毁屡建，今除千佛塔外均为近年重建，中轴线上依次为三间四柱牌坊、山门三间、天王殿五间、大雄宝殿五间与千佛塔。
千佛塔又称砖浮屠，为唐玄宗敕建，明崇祯四年（1631）重修，2005年-2006年采用深层沉井排土纠倾法进行纠倾维修，并修复塔坪、塔心室楼板与楼梯等。今塔为六角七层的楼阁式砖塔，高约46米，各层南北相对辟门，其余各面辟佛龛，南面每层门上皆有题额，自下而上分别为千佛塔、羽室才、金刚幢、灵就来、无上法、聪雨花和无明藏。